# Coupe d'Europe hivernale des lancers 2007
La 7e édition de la Coupe d'Europe hivernale des lancers s'est déroulée les 17 et 18 mars 2007 à Yalta, en Ukraine. La compétition est organisée par l'Association européenne d'athlétisme.

## Résultats

### Hommes
| Épreuves          | Or                       | Argent                    | Bronze                      |
| Lancer du poids   | Yuriy Bilonoh 19,95 m    | Pavel Lyzhyn 19,86 m      | Dmitri Goncharuk 19,42 m    |
| Lancer du disque  | Gerd Kanter 65,43 m      | Piotr Malachowski 65,06 m | Ercüment Olgundeniz 64,34 m |
| Lancer du javelot | Igor Sukhomlinov 83,34 m | Magnus Arvidsson 76,27 m  | Ainars Kovals 74,64 m       |
| Lancer du marteau | Primož Kozmus 77,99 m    | Ivan Tikhon 77,79 m       | Esref Apak 76,68 m          |

### Femmes
| Épreuves          | Or                        | Argent                       | Bronze                    |
| Lancer du poids   | Petra Lammert 18,67 m     | Assunta Legnante 18,31 m     | Chiara Rosa 18,14 m       |
| Lancer du disque  | Franka Dietzsch 66,14 m   | Mélina Robert-Michon 63,48 m | Nataliya Semenova 60,51 m |
| Lancer du javelot | Steffi Nerius 63,14 m     | Goldie Sayers 60,02 m        | Zahra Bani 58,95 m        |
| Lancer du marteau | Manuela Montebrun 72,65 m | Tatyana Lysenko 72,05 m      | Ester Balassini 68,70 m   |

## Classement par équipes
| Place | Pays        | Points |
| ----- | ----------- | ------ |
| 1     | Russie      | 4287   |
| 2     | Biélorussie | 4256   |
| 3     | Ukraine     | 4081   |
| 4     | Italie      | 4020   |
| 5     | Roumanie    | 4001   |
| 6     | Allemagne   | 3893   |
| 7     | Estonie     | 3687   |

| Place | Pays        | Points |
| ----- | ----------- | ------ |
| 1     | Allemagne   | 4406   |
| 2     | Italie      | 4132   |
| 3     | Biélorussie | 4032   |
| 4     | Russie      | 4000   |
| 5     | Roumanie    | 3932   |
| 6     | Ukraine     | 3899   |